# Mustelus walkeri
Mustelus walkeri är en hajart som beskrevs av White och Last 2008. Mustelus walkeri ingår i släktet Mustelus och familjen hundhajar. IUCN kategoriserar arten globalt som otillräckligt studerad. Inga underarter finns listade i Catalogue of Life.